# Rama rama
Rama rama — єдиний вид роду Rama родини Bagridae ряду сомоподібних. Наукова назва походить від індійського міфологічного героя Рами.

## Опис
Розміри дотепер не вивчені. Голова конусоподібна. Очі доволі великі. Є 3 пари вусів, з яких найдовшою парою вусів, що тягнуться з кутів рота. Тулуб кремезний, витягнутий, в області хвоста звужується. Спинний плавець широкий, з 1 гострим шипом, не поєднано з тілом. Грудні та черевні плавці помірні. Жировий плавець доволі довгий, широкий. Анальний плавець високий, з короткою основою. Хвостовий плавець довгий, широкий, верхній кінчик довший, розрізаний.

## Спосіб життя
Біологія вивчена недостатньо. Є демерсальною рибою. Воліє до прісних водойм.

## Розповсюдження
Поширено у басейні річки Брахмапутра.